# おまもりひまり
『おまもりひまり』は、的良みらんによる日本語の漫画と、それを原作とする作品群である。作者やスタッフによる略称はおまひま。本作は原作者にとって、初めて「一般向け」に描かれた漫画作品であり、富士見書房『月刊ドラゴンエイジ』にて2006年7月号から2013年10月号まで連載されていた。連載の話数表記は「第1話、第2話、……」ではなく「一匹目、二匹目、……」となっていたものの、毎回新たな妖（あやかし）が登場したわけではない。
また本作はメディアミックス展開も行われた。『ドラゴンマガジン』2008年7月号よりノベライズが連載されている。さらに『月刊ドラゴンエイジ』2009年5月号にてテレビアニメ化が発表され、2010年1月から3月まで放送された。

## あらすじ
主人公・天河優人は、ごく普通の高校生として暮らしていた。7年前に両親を亡くし、天涯孤独となってしまったこともあり、幼なじみの凜子の家族に世話になっているが、それ以外はどこにでもいるような少年であった。
そんな優人が16歳の誕生日を迎えた朝、謎の美少女「緋鞠」が突然現れた。そして、優人の祖父との約束でこれから優人を「護る」ため、ずっと優人のそばに付き従うと言う。しかし、その正体はなんと猫の妖だった。猫アレルギーにもかかわらず緋鞠に護られることになった優人だったが、「鬼斬り役」である彼を巡って次々と美少女たちが巻き起こすトラブルや妖が舞い込んでくる。さらに、日本三大妖怪の玉藻前・酒呑童子が暗躍をしていた。果たして優人はその身に秘められた「光渡し」の力を解き放ち、仲間たちを護れるのか。そして、緋鞠たちとの恋の行方は……。

## 登場人物

### 主要人物
緋鞠（ひまり）
声 - 小清水亜美
本作のメインヒロイン。身長157cm、12月21日生まれ（射手座）、血液型はネコ型、スリーサイズは88（F）・56・85。好きなものは和菓子（特にみたらし団子）、ひなたぼっこ。嫌いなものは寒い場所、ネギ。
優人が16歳の誕生日（両親の命日でもある）に凜子との登校途中に現れた、謎の美少女。青みを帯びた黒のロングヘアーで、赤い大きなリボンでポニーテールを結っている。瞳は赤みを帯びた紫色。かなりの巨乳で、スタイルは抜群。
その正体は、猫の妖（あやかし）であり、他の妖たちには「野井原の緋剣」（のいはらのひけん）と呼ばれている。人間としての生活などで必要があれば、野井原姓を名乗る（これは緋鞠自身が名乗っているものであり、先祖代々が「野井原」を名乗ってきたわけではない）。本来は白猫の姿であり、かつて野井原に居た幼少の優人とはこの姿で共に過ごしていた（猫の姿のままでも人と会話が可能）。人間に変化していても、妖の戦闘時や怒ったときなどには猫耳と尻尾が出る（この姿の時は優人のアレルギーも誘発させてしまう）。くえすの死後は優人の猫アレルギーが解消した為、共に前線にいる状態で戦えるようになった。
卓越した身体能力を誇り、あらゆるスポーツ種目（アニメ第1話では短距離走、棒高跳び、剣道、柔道、テニス）でスポーツが出来る凜子を軽々と負かしてしまうほど。しかし猫だけに、水辺に対しては基本的に恐怖感を抱く。水浴びや風呂などは問題ないが、海など足がつかない深さの水は苦手。また、妖なので神社などの神聖な場所も苦手とする（原作49匹目では神社の境内に入れるようになっていた）。その他、彼女の種族は雌しか生まれないため他種の妖猫との混血らしい。
先祖から受け継がれた盟約（後述）と優人の祖父の依頼により、優人を他の妖の襲撃から護る「護り刀」となるためにやって来た。ただし、緋鞠自身は過去にあった優人とのあるいきさつにより、盟約や依頼とは関係なく自らの意思で優人のかたわらにありたいと思っている。またその気持ちの延長線上なのか、かなりの嫉妬癖で凛子や静水久と修羅場を演じることも日常となりつつある。時折優人を誘うような言動が目立つが、本人は当初キスの概念もいまいちよく知っておらず、抱きついたりするのは猫としてじゃれついているという面も多かった。しかし優人とファーストキスを交わし、同じ時間を過ごす内に段々と1人の男性として優人に想いを寄せるようになっていく。
やや古めかしい口調で喋り、優人を「若殿」（わかとの）と呼ぶ。衣服も普段は和服がメインだが、優人に買って貰った洋服は喜んで着ている。
愛用の武器は日本刀で、銘は「安綱」（やすつな）。優人の祖父・源爺が緋鞠に託した刀。平安時代の刀工・大原安綱の作とされる名刀で「童子切」の異名を持つ。くえすとの戦いで彼女の放った魔術により一度焼失したが、その価値を認めたくえすの魔術「時間逆行（ロールバック）」により修復されて緋鞠の許に戻った（アニメ版では一本だたらの砂沙が直している）。なおその間は文に野井原から運ばせた刀剣類を使用していた。その他、懐に短刀を隠し持っている。
常に優人を護るため、当然のように優人と同居中。また学校でも優人のすぐ近くにいるため、「野井原緋鞠」の名で優人のクラスに転入する。自身の存在を誇示して妖への抑止力とするために前の学校の制服を着続けている。その容姿から校内の男子に人気が高く言い寄られることも多いが、「自分は若殿の物」と一切相手にしない。文系科目の成績は良いが英語や理数系は授業自体をサボっている。
料理はできるが家事はやや苦手。天河家の家事担当を静水久に取られてしまったので、現在は後述の喫茶店でアルバイトをしている。
タマ（白面金毛九狐）と鬼（酒呑童子）との決戦では優人と共にタマと戦い、結果的には圧倒した。その戦いの最中、鬼に止めを刺されたタマが逆上し優人に噛みつくが、逆に緋鞠を激怒させる事になり、タマの喉元に食らい付き、タマが今まで他の妖を犠牲にして得た妖力・怨念を吸収した。
その後日常生活に戻ったものの、これまで最低限の学校生活のルールは守っていた（理系授業はサボっていたが）のが、教師に「私に指図するな」と見下すような発言をしたり、くえすを失い塞いでいた優人に授業中でも抱きつき慰めるといった行動を取るようになった。発言に関しても、16歳になった優人と再会したばかりの頃には、優人が下位の妖とも戦う事ができない様子を見てがっかりしたと発言したり（後で少々無神経過ぎたと謝った）、それ以後も優人が一人前の鬼斬り役として戦えるようにするのも自分の役目だと発言した事があった（優人が戦えるようになる事を望んでいた）が、自分がいかなる時も側にいて護るからただ優人はそこに居ればいいと、これまでとは違った発言をするようになった。
自分自身でも邪妖になりかけているという危機感は所持しつつも、明確な打開策はなく、日に日に優人への思いが募り理性で抑える事が出来ず、邪妖としての本能のまま夜這いをかけてでも優人を手に入れようと行動してしまうようになり、更に優人が許嫁のくえすを抱き締める姿を見てますます優人への独占欲を強めていった。結果的にその思いを抑えきれず、優人を呼び出し自分とくえすどちらを選ぶかを問いかけた後、答えを選べなかった優人を強引に自分の男（モノ）にしようとした。
その本能を抑える為、優人の側から離れたものの優人以外の鬼斬り役からは邪妖扱いをされ、鬼斬り役第3位・各務森家の1人である飛鈴から襲撃を受けることとなったが、あっさりと返り討ちにした。その後完全に邪妖化してしまい、タマの部下である恵香と黒桜の手引きで優人が通う高校を襲撃する事となった。
救うべく校舎へとやってきた優人と再会し、深層心理へと優人を導いた。
優人の祖父である天河源之介を介錯した事を殺した事と同じ範囲で考えていた為、自分は潔白ではないと優人に告白するが、それは違うと説得され永遠に優人の側にいると誓い口付けを交わした。
天河 優人（あまかわ ゆうと）
声 - 平川大輔、美名（子供時代）
本作の主人公。16歳、身長165cm、5月30日生まれ（ふたご座）、血液型はB型。好きなものはゲーム、ネット、テレビ、映画。嫌いなものは高いところ、争い。濃いカーキ色のショートヘアー。
7年前に両親を事故で亡くした天涯孤独の少年。実は、妖を退ける役目を持つ「鬼斬り役」の序列6位・天河家の末裔。まだその力に完全に覚醒はしていないが、対象の能力を増幅させたり、魔力を付与する「光渡し」という能力を使用できる。自分の正体はどうあれ、平和で普通の生活をしたいと思っている。また妖にも基本的に差別意識や敵対感情を持っておらず、積極的な行動こそ起こさないが妖との共存を望む平和主義者。家柄だけで鬼斬り役の役割を果たさねばならないという考えには疑問を持っている。
重度の猫アレルギーで、近くで緋鞠が猫娘化すると涙と鼻水が止まらなくなる（ただし、アニメでは後半からほとんど触れられておらず、猫娘化したひまりのそばに普通にいる）。ベッドは自分だけの寝場所のはずだったが緋鞠が「護るため」と称して毎晩入り込んで添い寝をし、朝方には静水久が「監視」と称して入り込んで来るため気苦労が絶えない。
数々の事件の後、人間と妖との共存と緋鞠や静水久達を含めた自分の日常を護るために鬼斬り役となることを決意する。
タマ（白面金毛九狐）と鬼（酒呑童子）との決戦の最中、大怪我を負ってしまった許嫁のくえすを自らの腕の中で看取る事となってしまい、改めて鬼斬り役として戦う決意を固めた。
その際に、くえすが幼い頃にかけていた猫アレルギーになる魔法を解かれた為、猫娘化した緋鞠が側にいても問題なく共にいられるようになった。
自宅がタマとの戦いで全壊したため、原作64匹目より高宮市内にある高層マンションに引っ越している。
邪妖化しつつある緋鞠が本能を抑える為、自分の前から去ってしまった後、緋鞠を探す最中、同じ鬼斬り役である序列3位・各務森家現当主の飛白と再会。改めて自分が緋鞠を見つけだし、邪妖化してしまった緋鞠を元に戻すと宣言した。
その後、自分達で邪妖化した緋鞠を始末しようとしていた鬼斬り役序列1位・土御門家現当主代行の土御門愛路達と対立。もし一撃でも自分に与える事が出来れば役割を還すと言われ、戦う事となった。優人は鬼斬り役の駆け出し、相手は鬼斬り役の長だった事もあり、苦戦するが何とか攻撃を当てる事に成功し、土御門家にも己が信念を認められた。
傷だらけになってしまった為、くえすから治癒魔法と、感謝・励ましを受けた後、緋鞠が待つ学校へと入っていった。
校舎内で妖力のみで出来た自動人形の緋鞠と対決後、本物の緋鞠と再会。邪妖と化している部分を引き剥がすため、緋鞠の深層心理へと入り込んだ。深層心理にて、2度と離しはしないと誓い、緋鞠と口付けを交わした。
邪妖となりかけていた緋鞠を救う事は出来たものの、5日間昏睡状態に陥った。その際、闇に飲まれかけ消えそうになり、不安で悲嘆にくれていた緋鞠を救うべく呼びかけ続けて、正常な緋鞠の意識も救う事に成功した。
なお、昏睡状態であった5日間にヒロイン達がこそって房中術を施してきたため、故意ではないが、7人の女性（静水久・リズ・くえす・文・明夏羽・恵香・黒桜）と（性的な意味で）体を重ねた。
（7人の女性と契りを交わした結果として、周りに劇的な変化があった事を感じながら）何かを護る為に何かを犠牲にするのではなく、皆を必要とした上で、学生として日常を、鬼斬り役として非日常を生きていく事を決めた。
武器としては匕首を装備する事が多く、戦闘スタイルとしては同じ鬼斬り役である夜光院柩から教えて貰った身の回りにエネルギーを付加し、一気に炸裂させる技や大量の水を使い分身する技、光渡しによる自身の身体能力強化やあえて相手の魔力を増加させ防御の術を暴走させる技を使用する。
連載時の第1話では、名前の読みが「ゆいと」とされていた（単行本では修正された）。
九崎 凛子（くざき りんこ）
声 - 野水伊織
ヒロインの1人。優人と同い年で、幼なじみの少女。身長156.5cm、4月9日生まれ（おひつじ座）、血液型はA型、スリーサイズは75（A）・57・84。好きなものは運動、ネコ、ファッション雑誌、お笑い番組。嫌いなものは英語、数学、はっきりしないこと。明るいカーキ色のショートヘアーで、赤い細いリボンを、頭の左右にアクセント程度につけている（ツインテールになるほど大きくしばっているわけではない）。この髪留めの赤いリボンは入浴時と寝る時、そして年1回のあるイベントの時以外には決して外さない。これには、優人に関する特別の意味がある。瞳は明るい茶色。見た目も性格も緋鞠とは逆にしようという設定のため貧乳である。
身寄りがなくなった優人を、家族ぐるみで世話している。幼なじみとして優人を毎朝起こしに行ったり、食事づくりといった世話をしていてその中で優人に恋心を抱いている。家事は一通りこなせる。
体育会系の元気娘。スポーツ万能で、学校では運動系クラブ最強の助っ人と呼ばれるほど。身体の発育は平均程度。やや気が短く、軽いツンデレ。
「蘭丸」（らんまる）という名の猫を飼っており、これは猫アレルギーの優人に対する武器としても使われる（直接けしかけたり、抜け毛を天河家にバラまくなど）。
優人と同居を始めた緋鞠・静水久に対し優人が奪われるという危機感（スポーツやプロポーションでは緋鞠に、家事では静水久に勝てない上、同居と別居という大きな差があるため）を抱き、ライバル心を激しく燃え上がらせている。さらにリズまでもが優人に好意を抱くようになり今や「人間であること」だけが3人に対するアドバンテージと思っていたが、最近は人間のくえすがライバルとして出現したため苦悩の毎日である。その悩みに付け込まれて妖怪「枕返し」に憑依された。話が進むにつれてヤンデレの要素を表し始めており、優人へのエロ制裁も以前の徒手（アニメOPでは通学鞄も使用）から文に渡された釘バット「凛子ちゃんの激愛」を使用するようになっていった等、行動力でも他のヒロイン達に追い付こうとしている。
優人が考えているように、彼女もまた妖との共存は可能であると考えており、同じクラスの委員長で、友人である嶋村有が白面金毛九狐に操られてしまった際にも優人に負担をかけずに自分だけで解決をしようとし、タマにこの時代の日本は平和なのだから戦いなんてやめて平和を実感して欲しいと説得を行った。
完全な一般人のため戦う力は持たないが、それゆえに日常に一番近いのは自分だと信じ、いつもの日常に戦い疲れた優人が帰って来られるように、自分は変わらないでいようと自分自身に誓っている。
静水久（しずく）
声 - 真堂圭
ヒロインの1人。夏の海へ海水浴に出かけた優人と緋鞠の前に出現した少女。なおその前に優人と緋鞠が近くの山へ行ったとき（アニメ第2話アバンタイトルでは緋鞠の買い物に付き合うと約束した下校時）一時的に緋鞠から離れた優人の前に初めて現れ、謎の警告を発した。身長は130cm、1月31日生まれ（水瓶座）（自称）、血液型はヘビ型、スリーサイズは60（AA）・45・72。好きなものは水浴び、和食、相手を煙に巻くこと。嫌いなものは汚水、祭りなどの神事。見かけは10歳ぐらい。胸はほとんど平坦。緑色のショートヘアー。瞳は赤。語尾に「〜なの」とつけて話す癖がある。
正体は、水を操る妖の「虬」（みずち。ただし作中では龍の眷属ではなく蛇の妖という設定）。水系の妖のため、水死体のような顔色をしており、常にずぶ濡れの状態（ただし、これらは意識的に普通の人間と同じようにできる）。物質としての身体はあるが、近くに十分な量の水があればまるで変わり身の術のようにその水と瞬時に入れ替わることができる。このため、緋鞠の刀で斬られても平気。舌を長く伸ばすことができ、舌の先端は蛇のように2つに割れている。この舌で液体をなめて、その中に含まれている物を調べることができる。この能力で、リズが優人の紅茶に仕込んだ毒を発見したこともある。
水を自在に操る上、氷の短剣である「氷針」（ひばり）や大きな水塊の中に相手を閉じこめて溺れさせる「水籠」（みなご）、まるでレーザー光線の如き勢いで発射する水鉄砲などの強力な攻撃技を持つ。その一方で、清らかな水を使って人間の傷を治すこともできる。周りに水がなくても戦うことはできるが、相手が強敵の場合は髪を身長以上に伸ばして空気中から水分を採取する。アニメ版では更に、身体を「液体化」させる能力を見せている。
一族は約100年前、ごく平穏に暮らしていたにもかかわらず（本人談）「鬼斬り役」十二家の1つ、地走家に皆殺しにされた。そのため鬼斬り役には深い恨みを抱いているが、優人が接吻をしたことを知ったときに珍しく動揺したり優人の命を狙ったことを恥じるような発言をしていることから、次第に明確な好意を示しつつある。また海では優人を殺すための刺客として緋鞠と戦ったが優人の言動に気になるものを感じ、いったん退いた。
自宅に戻った優人が入浴中に、その浴槽から再び出現。緋鞠と一触即発にまで至るが凜子に「かつて自分が受けた苦しみと同じことをするのか」と諭された上、静水久を斬ろうとする緋鞠を止めて「普通の生活がしたいだけ」という優人をとりあえず信じるとともに監視と称して天河家に居候することになった。部外者には緋鞠の縁者と称している。緋鞠を「猫」と呼び優人を狙う妖やくえす相手には共闘する一方、優人を巡って日夜ラブバトルを展開している。
家事全般が得意（凜子よりも腕がよい）。特にきれい好きで、汚い場所には住みたがらない。裏表が全然ない性格で、隠しごとをすることもできない。優人の世話をするのも他の妖たちに「優人をたらし込め」と言われたためで、それを優人たちに話してしまっている。一方で自身の容姿を上手に利用する狡猾な面がある。
くえすに地走家の末裔・蘭華の存在を知らされて彼女を襲うが、最後には一族の復讐よりも優人達との日常を選択している。
その後は優人に明確な好意を抱くようになり、2人きりで歩いている時、優人にお前の母や妹ではなく、1人の女の子として見て欲しいと真っ赤になりながら主張を行ったりした。
タマ（白面金毛九狐）との決戦の際には、決戦前にディープキスを優人と交わしたリズに対抗し、優人と口づけを交わした（なお、以前にも緋鞠と優人がキスをしたと知って激しく動揺・嫉妬し優人とキスを交わした事がある）。その後優人の事を思いながらタマ達と街中で全力で戦っても問題ないよう疑似空間（迷イ家=マヨイガ）を構築した。
タマ達との決戦後は、幼児退行を引き起こしたタマが天河家に居座る事になったが、元敵であるという事と、同じロリであるという事もあり仲が非常に悪く、嫌っている。
緋鞠が邪妖化し優人の前から去ってしまった後、緋鞠のいる場所へ行こうとする優人に対し無事を祈り、水の加護（頬にキス）を与えた。
優人が昏睡状態に陥った際、優人に房中術を行い（性的な意味で）結ばれた。
リズリット・L・チェルシー
声 - 大亀あすか
ヒロインの1人。喫茶店「カフェ・リリッシュ」に住み込みで働く、緋鞠の先輩アルバイター。愛称は「リズ」。身長157cm、2月22日生まれ（実体化した日）（うお座）、血液型は紅茶型、スリーサイズは91（G）・57・87。好きなものは紅茶、スコーン、メイド服。嫌いなものは辛いもの、暴力。ブロンドのロングヘアーをツインテールにしている。
正体は英国製の古いティーカップに宿る付喪神。紅茶が大好きで、それを広めるため約100年前に来日。紅茶を淹れる腕前は卓越しており、それを飲む客に安らぎを与えることに喜びを感じる。また「紅茶の精」と自称している（実際に紅茶と直接関係する精霊や妖というわけではない）。本体のティーカップが攻撃されない限り仮初の肉体が傷ついても平気だが、修復するのに妖力が必要なため完全に無敵ではない。また、本体の有効範囲内ならば神出鬼没に行動できる。妖怪としては非力な部類だが、人間1人を空高く放り投げることができるほどの力は持っている。その他嗅覚が鋭いのか、緋鞠を「何かケモノくさい」と言ったことがある。
初登場時は来店した優人を自分を滅しに来たハンターと勘違いし居場所を失う恐怖からパニックを起こし、紅茶に毒を入れて殺そうとした（アニメでは帰宅したくなる毒薬を飲ませて帰ってもらおうとした）が、静水久に見破られ緋鞠の攻撃を受けた。危うく本体が宿っているティーカップを割られそうになった（アニメでは緋鞠と揉み合いになり、緋鞠が本体を持ったまま段差につまずいた）が、優人が受け止めてことなきを得た。
邪心がないことがわかり、緋鞠たちとも和解している。さらに命を救ってもらった優人に好意を抱いており、その上巨乳を利用しての際どい色仕掛けを敢行するなど静水久や凜子には天敵のような存在（凛子曰く「女のデカい胸には邪心が詰まっている」、静水久曰く「ナイ方が身も心も清廉」）。くえすには「巨乳で優人を誘惑しない事」を条件に見逃されており、見返りに出張お茶汲みサービスをさせられている。
また普段はおどおどした性格ではあるが、上述のように初めて好きになった相手である優人が絡むと途端に強引な行動を取るようになり、優人が温泉に入っている時に裸で優人の前に現れたり、隙あらば優人に抱きつくなど様々なアタックをしている。
優人達がタマと酒呑童子に挑む前に、無事を願い優人とディープキスを交わした。
その後、緋鞠が邪妖となりかけ、優人が救おうとして昏睡状態に陥った際、優人に房中術を行い（性的な意味で）結ばれた。
神宮寺 くえす（じんぐうじ くえす）
声 - 松岡由貴
ヒロインの1人。鬼斬り役十二家の序列12位（末席）・神宮寺家の跡取り娘。16歳。身長158cm、10月17日生まれ（天秤座）、血液型はAB型、スリーサイズは86（E）・56・85。好きなものは読書、魔法実験、新しい知識。嫌いなものは猫、アヤカシ全般、無知。銀髪ストレートのロングヘアー（幼少時は紺のセミロング）で、ヘッドドレス風のカチューシャをつけている。ツリ目。額に三日月形の模様をつけている。一人称が「くえす様」と、かなり高飛車な性格。ヤンデレとツンデレの両属性を持つという設定だが、ヤンデレの比率の方が多い。
イギリスで魔法の修行をしていたが、過激な魔法使いの一派と親交を深めたり様々な危険な書物を読破するなどしいるため、各国の機関により危険人物としてマークされている。「クロウリーの娘」「セカンド・マージナル」「微笑むクラスターボム」など実に物騒極まりない二つ名をいくつも持つ、日本最後の魔女。半ば覚醒した（記憶を取り戻した）優人の前に現れ周囲に妖だらけの状況はおかしいと言い、自分と共に来るよう強要する。さらに自分が優人の祖父により定められ、両家に認められた優人の許婚であると語る。
強力な破壊力を持つ魔術を行使し、魔法の媒体として魔術書を手にしている（ただし、あくまで媒体であり、必須というわけではない）ほか、緋鞠とのサシでの戦いでは魔術の他にスチェッキン・マシンピストルを使用した。静水久と互角に戦い、緋鞠には安綱を破壊した上でほぼ勝ちを収めるなど戦闘能力は非常に高く、人間離れした戦闘能力と性格の持ち主。妖を殺すことを「Death（デス）る」と言う口癖がある。
緋鞠達とも「殺せば優人の敵になる」という理由から停戦状態。ただし緋鞠との相性は、優人がらみの感情もあり、すこぶる悪い様子。元々優人の猫アレルギーも彼女（あるいは神宮寺家）の仕業であったことが示唆されている。緋鞠からは「黄昏の月」と呼ばれる。
神宮寺家は鬼斬り役十二家の中で最も劣っているとされており、実際に静水久や序列3位・各務森家から「末席、みそっかす」と馬鹿にされていた。本人もそれをコンプレックスに感じ、それを指摘されると激高する（しかし、序列11位・夜光院柩は「今は神宮寺家と他家の実力は逆転した」と語っている）。
その屈辱的な実情を打開するために厳しい修行をし優人の持つ「光渡し」という強力な力を手に入れようとしていると思われたが、実際には優人を想い続けて幼少の頃の約束を果たすために厳しい修行を乗り越えてきた健気な一面を持った少女である。意見を違えた優人にナイフで襲い掛かるが、実は優人の記憶と能力を目覚めさせるための演技であった。結果として優人はくえすとの記憶や約束を思い出しており、くえす自身も神宮寺家のためではなく自分と優人との約束を心の支えにしていたことに気が付いた。優人の幼少時代の記憶にある少女は彼女であり記憶の復活後は幼い頃同様、優人を「ゆうちゃん」と呼ぶようになる。さらに「優人の日常の一部」となるべく、彼の部屋のクローゼットに通じる4次元通路を開き食卓に割り込むなど事実上の同居人に加わる。
優人に対する思いも積極性も大きく、幾度となく自分の結婚相手だと見せつけるかのように他の優人に思いを寄せる女の子が側にいる時であっても優人とキスをし、周りに精神ダメージを与えている。
酒呑童子との決戦では互角の戦いを繰り広げたが、迷イ家を使用し無防備な状態の静水久が（アカハラ）の攻撃に曝されているのを見捨てる事が出来ず、敵に背中を向けてエイの妖を撃墜。その際に脇腹を大きく抉られる致命傷を負うも、全力の一撃で酒呑童子を葬る事には成功する。決戦の場で大きな魔力が無くなった事に気付くと共に、嫌な痛みが胸をよぎった優人がくえすの元に駆けつけてくるも、既に命の火が消える寸前であった。優人の腕の中でキスを交わすと共に、優人を猫アレルギーにした魔法を解き、血まみれの状態でも抱きしめてもらえるのは悪くないかもと気丈に振る舞いつつ息を引き取った。
しかし実際は英国時代に真実の書と呼ばれる魔導書に触れ、唯一生き残った人間になった時点で、魔導書が持っていた、己の存在を護る為に読み解けた者も魔導書のコピーとして永遠に存在させるという呪いを受けてしまっていたため、失われない第2の真実の書として不老不死となっていた。その為、一度は死を迎えたものの蘇生する事となった。
結果、真実の書から莫大な知識を得たことと引換に、優人以外を愛する慈愛の心を失った他、人として生きる時間も失っていた事が発覚。優人の元へ戻ってきて、優人から抱き締められ彼の事を愛しながらも自分自身の真実を知ってしまったが為に複雑な思いを抱く事になった。
優人にも自分が不死身になってしまった事実を明かし、残酷な現状に思わず取り乱してしまうが優人に抱き締められ、落ち着きを取り戻した。
緋鞠が邪妖化し優人の前から去った後は、緋鞠を追いかけようとする優人を支援し、土御門との戦いで怪我を負った優人の治療を行った。そして改めて自分を受け入れてくれた優人に感謝と励ましを伝え、優人を緋鞠の待つ学校へ送り届けた。
その後、優人が緋鞠の深層心理に入り、昏睡状態に陥った際（正妻として）自分が何とかするべきと最初に抜け駆けをし、初体験であったが優人に房中術を行い（性的な意味で）結ばれた。ただし単行本12巻カバー下で語られている裏設定によると、房中術を行ったのは実は彼女だけであるとされている。
元々は『COMIC阿云』2000年2月号 - 9月号に連載された同作者の作品『PALLADIUM GARDEN』に登場しているキャラクター。

### 鬼斬り役
土御門 愛路（つちみかど あいじ）
序列1位・土御門家当主代行の男性。本来の当主は父だが病床のため彼が代行している。最強の鬼斬り役と言われ、他の鬼切り役の事実上の統括者。序列11位・夜光院柩に起爆の護符を持たせていた。くえすの三大妖退治志願も許可した。これらのことから各務森家ほど下位の鬼斬り役を見下していない。柩に「腐女子キラー」という、大変有り難くない異名で呼ばれている。
緋鞠が邪妖化した後、土御門家のみで全てを終わらせようとしたが、優人と戦った末にその信念を認め、送り出した。
上櫻 巌堂（かみざくら げんどう）
序列2位。くえすのあらが歌（「夢を砕き、命を砕き、明日を砕き、世界を砕く、彼の力、悠久の時を揺蕩し今、上櫻巌堂が封せし理を砕く。」）に名前が出てきたため蘭華に封印した時点では健在。現時点での所在地や状態等詳細情報は一切不明。
各務森 飛白（かがみもり かすり）
序列3位・各務森家現当主。18歳の巫女。左右の目の色が違う「獣の目」を持つ。鏡を用いた封魔術を得意とする。剣術も得意である。鬼切り役は国の公安（兵吾たち）の言うように妖をすべて滅ぼすのが役目ではないという考えの持ち主である。しかし、くえすのことを分をわきまえないと思っていることから妹同様下位の鬼斬り役を見下している。原作52匹目では鏡を使った略式封魔術を使って、緋鞠の中に潜む獣の本性を封印しようとしたものの、妖気が強すぎたため鏡が持たずに失敗した。優人に内密に処理しようとしたため彼とは現在決裂した状態。過去に緋鞠と手合わせし引き分けている。
緋鞠が優人の前から姿をくらました後、優人の前に再度現れ、優人がひとまず保護している幼児退行状態となった白面金毛九尾を封印すべきか鏡による判定を行った。その後、宿代がかからないという理由で優人が住むマンションに宿泊する事になったが、優人のラッキースケベスキル（加耶が命名）が発動し自分から優人にのしかかり胸を揉まれる事になった。
優人と和解した後は、ひとまず緋鞠の事は優人に任せた。しかし、もし優人が緋鞠に殺されるような事があれば永遠に緋鞠を封印すると伝えた。
飛鈴と共に元々は『COMIC阿云』2002年9月号 - 2003年8月号に連載された同作者の作品『緋牙刻』に登場しているキャラクター。
夜光院 柩（やこういん ひつぎ）
序列11位・夜光院家の少女。15歳。超速思考による未来予測が出来るがその反面、脳細胞の死滅が早い。また、体にも負担がかかるため病弱である。動向や言動が常に怪しげで気色悪いことこの上ない。
本人が語るには、「完全空間座標知覚」と「時間座標把握」能力も持っているため「相手の行動は読めるし」「自らの行動は読まれない」とのこと。この能力のため兵吾たちが盗聴器をしかけても半日ももたない。また、自身は攻撃魔法が使えない（手近に使える攻撃手段が無い）ため土御門家から護符を受け取っている。
少女探偵として活躍しており厳密には鬼切り役ではないが、くえすの査問に姿を見せており、天河家の末裔である優人に興味を示している。また、 夜光院家も序列下位のため神宮寺家同様他家から見下されていたためか天河家、神宮寺家のことは見下していない。
上の命令で妖退治に出向き、その際緋鞠たちに接触する。
その後も天河家（主に優人と緋鞠）を監視しており、どんな状態にあるか同じ鬼斬り役のメンバーに報告したりしている。
緋鞠が邪妖化し優人の前から去った後は、くえすと同じく緋鞠を追いかけようとする優人を支援した。
天河 源之介（あまかわ げんのすけ）
序列第6位・天河家の先代鬼斬り役、優人の祖父。緋鞠の過去編に登場。緋鞠は「源爺」と呼ぶ。優人の両親が優人をつれて野井原を離れた後、緋鞠に剣術と「鬼斬り役の覚悟」（人を襲う妖は我らの敵、容赦は要らぬ必ず討て たとえ相手がどんな姿をしていてもだ 躊躇えば犠牲は増えよう）を教え込んだ。後に妖との戦いが原因で負った傷が元で亡くなった。介錯は緋鞠が行った為、緋鞠にとって非常につらい記憶となった。

### 鬼斬り役の関係者
各務森 飛鈴（かがみもり ひすず）
飛白の妹で末期のシスコンかつ小物で姉の腰巾着のような少女（作者曰く「姉にベッタリの性格にしたら何だか凄く小物臭くなってしまった」）。各務森家の鬼斬り役は当主飛白がついでいるため厳密には鬼切り役ではない。しかし、家の序列の高いことを鼻にかけているようで天河家、神宮寺家のことを見下している。原作52匹目では緋鞠の元に向かおうとする優人の前に立ちふさがり、「巫流・崩桜（かんなぎくずざくら）」という技を見せている。夜光院柩によると体術だけで今までに15匹もの妖を殺しているとのこと。
邪妖になりかけている緋鞠を討とうとしたものの、返り討ちに遭って敗走した。
三雁 蘭華（みかり らんか）
序列8位・地走家の傍流の末裔（本家は大戦で滅んでいる）。21歳。以前の優人同様、鬼斬り役としての素性を封じられて普通の女子大生として生きていたが、くえすの計略で地走家を仇とする静水久に狙われる。しかし、くえすのことは許している（飛白いわく「くえすと違い分をわきまえる人間」）。
土御門 麻輝（つちみかど まき）
序列1位・土御門愛路の従兄弟。主に土御門の警護を勤める。志土の兄。妹を「志土」と名前で呼ぶ。全身を黒のスーツと黒ネクタイで固めている。いかつい顔をしているが、妹よりも落ち着いた性格をしている。
土御門 志土（つちみかど しど）
序列1位・土御門愛路の従兄弟。主に土御門の警護を勤める。麻輝の妹で、兄妹そろって武闘派。優人を「このガキ」と呼んでいる辺りから見下している模様。黒髪長髪で釣目の人相の美人。24歳。全身を黒のスーツと黒ネクタイで固めており、両耳にイヤリングをしていて腕には五芒星のマークが入った手袋を着用することもある模様。

### 人間
柾木 泰三（まさき たいぞう）
声 - 鈴木達央
優人のクラスメイトの少年。優人とは昼飯を一緒に食べるほど仲がいい。ライトピンクのショートヘアー。
年相応以上にスケベ。学園祭ではミスコンテストを企画運営した。緋鞠が優人を「若殿」と呼ぶのを「バカ殿」と聞き間違いしてから、優人をそのあだ名で呼ぶようになる。
第1話でガス状の妖（アニメではカマキリの妖）（声 - 瀧澤樹）に身体を乗っ取られて優人を襲ったものの、介入した緋鞠に助けられた。なおアニメ版Bパートでの本人のセリフによるとその際に負った怪我は転んだのが原因ということにされていた模様。以降も度々登場するが、アニメ第2話では覗きがバレて凛子や委員長に折檻されたり、同3話では優人の身代わりに薬入りの紅茶を静水久に飲まされて優人の身代わりにされるなど度々災難に遭っている。
柾木 ハル（まさき はる）
原作44匹目から登場した泰三の妹。髪は兄と同じ色に染めていてルーズソックスを着用。49匹目で兄と優人が通っている棟陵学園に入学してきた。
嶋村 有（しまむら ゆう） / いいんちょ
声 - 嶋村侑
作者曰く「名前は存在した筈だが思い出せないので放置」していたが、原作49匹目にて本名が嶋村有と設定。作者によるとアニメ版で彼女を演じた声優の嶋村侑本人に承諾済みとのこと（作者ブログ曰く「（名前の侑から）にんべん取っちゃえばいいとは本人の案」）。したがって、「最初に存在していた思い出せない名前」ではない。
優人や緋鞠が属するクラスの委員長で皆から「委員長」と呼ばれている。赤紫色のショートヘアーに×型の髪留めを付けている。眼鏡っ娘で胸はやや大きめ。
優人たちと仲がよく、いっしょに海水浴に行ったりする。成績優秀な一方、オタク趣味の持ち主で美少女ゲームをプレイしたり（それらの中で描かれている委員長キャラクターを模倣している）学園祭で二次元関係の展示を行なったりしている。学校に現れたくえすの素性をネットで探り当てており緋鞠や静水久が非日常の存在であることも察しているが、深く関わることはあえて避けている分別の持ち主。その聡明さから、くえすにも気に入られている。
優人を巡る関係では凛子を応援しているが一方で秘かに優人に気があったらしく、クリスマスパーティーのビンゴで優人を1日間好きに出来る権利を得た際に突然のハグで一同を驚愕させた。
元は原作2匹目の緋鞠と凛子の対決シーンで登場したモブキャラクターだったが、作者に気に入られて準レギュラー化した。
優人達と学校で起きている連続昏倒事件を調べる際に、鬼斬り役と妖が殺し合う裏の世界を垣間見る事となった。事件解決後の帰り道でお腹をすかせて倒れていたタマ（白面金毛九尾）を助け起こしてしまったが為に、タマの操り人形にされてしまった。
その後、タマと酒呑童子との決戦時にも巻き込まれ操り人形のまま優人達と戦う事となってしまったが、優人とのキスで正気に戻った。
決戦後は、気持ちの整理がつかず、邪妖化しかかっている緋鞠を避け続けていたが、結果的にもう一度友達になりたいと決意を固めた。
邪妖化した緋鞠が学校に襲いかかった際には巻き込まれてしまい、妖気に当てられ昏倒してしまった。
アニメでは原作と比べるとストーリーへの絡みは少なく聡明な描写も見せず、くえすのことも静水久が調べているため非常に出番は少なかった。
如月 冴（きさらぎ さえ）
声 - 根谷美智子
眼鏡をかけた巨乳の女性教師で、優人のクラス担任。喫煙者である。
「カフェ・リリッシュ」の常連客でリズとも仲が良い。悩んでいた緋鞠にアルバイトを薦めた。
凜子には「冴ちゃん」と呼ばれているが、直接聞くと頭をぐりぐりしながら「先生と呼べ！」と注意する。緋鞠には「担任の師」と呼ばれる。
静水久に抱きつかれている優人を見て、半分冗談ながら「生徒が性犯罪をしてもかばう気はない」「幼女はダメだが九崎なら構わない」などと言い放つほど、豪放な性格。
元々は人間に擬態した、学校を中心に街を守護する強大な妖として登場する予定で、緋鞠とリズの対決の記憶を他の客から消したのも彼女の予定だった。その後、作者の「路線変更」で「無かったこと」にされた（本人は番外編でそのことを愚痴っている）。
マスター
緋鞠とリズがアルバイトをしているメイド喫茶「カフェ・リリッシュ」の店長。チョビヒゲの男性。
緋鞠とリズが妖である事は知らない様子である。営業後はリズに留守を任せて妻子の待つ自宅に戻る。
鏑木 兵吾（かぶらぎ ひょうご）
声 - 藤原啓治
くえすの補佐を勤める男性。国の超常現象専門部署である警備局公安4課の所属で、補佐と共に監視の任も含まれている。薬莢の回収など主にくえすが戦闘を行った後始末を行うのが仕事で、くえすが暴走気味なために苦労が絶えない。
くえすの宿を訪れた優人の服に盗聴器を仕込んでいたが、くえすに見破られ破壊された。その後タマの暗躍を受けて優人達の前に現れ、鬼斬り役としての覚悟を迫った。
妻と娘がおり、クリスマスの時のくえすの話から子煩悩振りがうかがえる。他に「土屋」「中村」という名の同僚がいる。
アニメ版では若干利己的な性格で、くえすに対しても彼女がいない所で陰口を言うなど原作よりもやや態度が悪い。どちらに転んでもいいようにと酒呑童子とタマの2人を利用して緋鞠達を含む妖達を食べ尽くしてもらおうと目論んだ。しかし、最終的には最初から協定を守る気などなかった酒呑童子からの攻撃を受けて重傷を負うが、腕を骨折する程度で済んだ様子。
阿久津 悠子（あくつ ゆうこ）
冴の同僚の美術教諭。存在感の無さや声の小ささから生徒たちから「幽子ちゃん」と呼ばれていて本人も気に入っているらしい。冴の飲み仲間でもある。
真川（しんかわ）
緋鞠の過去エピソード「遠き空に猫のあしあと霞む」に登場した少女。ヒメの飼い主が死去した後、その家に住んでいた少女。年齢は10歳ほどで、リボンで結ったツインテールの髪型が特徴。偶然家を訪れたヒメと出会った折、暗黒面に堕ちた彼女に殺害され、右脇腹の肉を貪り食われる。下の名前は設定されていない。

### 妖
加耶（かや）
声 - 本多真梨子
取り憑いた家屋を守護する妖怪・座敷童子（ざしきわらし）。裾の短い和服を着た少女。一人称は「わちき」。小柄ながら胸だけは無駄に大きい。野井原にある、優人の実家に寄生している。
優人の祖父母が亡くなった後、無人になった家の手入れをしている。天河邸敷地内ならば強いが、敷地を出た際の戦闘能力は人間をも下回る。武器は包丁。
元々はフリーの座敷童子として彷徨っていたが、ヒメの件の後、寂しそうな様子の緋鞠と出会い優人の実家に招かれる。それ以来同居していた緋鞠とは仲がよく、彼女を異常なまでに溺愛する余り変態的な行為に及ぶ事すらある。優人がいなくなれば緋鞠が戻って来るという極端な考え方しか出来ていないため、優人を邪魔者扱いし度々「お前は死ね」どと暴言を吐いたりする。
アニメ版では強力な結界を作り出してダイダラボッチやタマの攻撃を防ぐという能力を見せている。原作と同じく、優人を毛嫌いしていて、力を思うように扱えない優人を“役立たず”呼ばわりする。
タマと酒呑童子との決戦では緋鞠の元へ駆けつけて、タマに操られた有と戦ったり、緋鞠とタマの戦いの最中外れた攻撃から発生した瓦礫の雨を防御術で防いだりした。
優人＆緋鞠とタマの勝敗が決した後、「役立たずなりに頑張ったな」と多少なりとも優人のことを認めるようになった。
文（あや）
声 - 小菅真美
文車妖妃（ふぐるまようび）。緋鞠の配下の妖怪であり、劇中で加耶の事を「加耶様」と呼んでいた。長髪の浴衣で、髪も服も水色をしている。
くえすとの戦いで安綱を失った緋鞠に代わりの刀剣を渡すために現れた。
腹の中に大量の荷を飲み込んで持ち運ぶことができる。取り出すときは口から嘔吐するため、それを初めて見る者はほぼ驚愕する。服や身体のほとんどが紙で出来ているため火や湿気、またシミ目の虫が苦手。
以降は封書の姿で緋鞠の懐に収まっており、度々召喚されている。なぜか凛子に釘バットを渡し、えげつない暴行の片棒を担いだりもする。
常に敬語でしゃべるが、タマと酒呑童子と戦う際、どうやって分断するかの図を書く時にさりげなく悪口を書いたり、優人に色仕掛けして動揺する所を楽しんだりするなど中々に腹黒い性格（アニメ版では腹黒的な描写はなく、落ち着いた女性という感じだった）であり、優人が慌てる姿が見たいが為に、湿気が苦手にもかかわらず優人がシャワーを浴びている最中に一糸纏わぬ姿で乱入してきたり、それでも慌てない優人に抱きついたりした。
その後、緋鞠が邪妖となりかけ、優人が救おうとして昏睡状態に陥った際、優人に房中術を行い（性的な意味で）結ばれた。
影月（かげつき）
火車（かしゃ）（ただし、猫の妖怪ではない）。静水久の仲間の妖の1人。千里眼の能力を持ち、遠距離の対象物を正確に捉えるばかりかその距離までも推測する。
本性はいかにも「妖怪」や「バケモノ」的な姿で、モブキャラクターとしては静水久とほぼ同時期に登場している。名前が明らかになると同時に人間の姿も取れることが判明。黒髪で優人たちより少々年上風の青年になる。
基本的に静水久と同じ考え方の方向を持ち、現状では優人に敵対する意思は持っていない。優人をたらしこむことを静水久に提案したのも彼である。以後静水久や優人の危機に度々姿を見せており、静水久がくえすの計略で一族の復讐に走った際は優人に彼女を救うように懇願した。
アニメ版では登場していない。
明夏羽（あげは）
声 - たかはし智秋
野井原で、優人たちを襲撃した女性妖怪。正体は、飛縁魔（ひのえんま）という妖。
先がハネたショートヘアー。ツリ目。巫女風の服だが、帽子を被り、靴を履いている。
主な武器は長く伸びる腕と鞘なしの短刀。
仲間内での自分の地位向上のために優人を殺そうとする。緋鞠と激闘を繰り広げるが、緋鞠のスキを突いた攻撃を助っ人に来た優人に当ててしまう。それを見て狂戦士化した緋鞠に殺されそうになった所を鬼斬り役の優人にかばわれ、命を救われたために屈辱とともに一旦引き下がる。
後日に沙砂と共に下校中の優人を襲うが、すでに殺害が目的ではなく彼に固執しており（凜子曰く「静水久パターン」）、結界内に誘い込んで吸血した。
結果的にその1件で優人の事を好きになり、優人達がタマと酒呑童子と戦う間、彼女らに協力する妖の足止めを買って出た。
その後、緋鞠が邪妖となりかけ、優人が救おうとして昏睡状態に陥った際、優人に房中術を行い（性的な意味で）結ばれた。
アニメ版では、酒呑童子とタマと戦うため、自分の身を守る目的として優人の血を吸血した後、沙砂と共に緋鞠達と共闘する。最終話のラストシーンでは優人の家で優人達と共に食事していた。
沙砂（ささ）
声 - 仁後真耶子
一本ダタラ（いっぽんだたら）という刀鍛冶の妖。1本足と顔面の中央を占める巨大な1つ目という、不気味だがどこか愛嬌のある外見が特徴。多数の柱らしき物を空中に出現させ、それを敵の頭上に落として攻撃する。また、目から怪しいビームを放つ。
1本足で不安定なせいか、ほぼいつも身体がガクガクと震えている。妖としてはやや下級のようで、明夏羽に従っている。言動からすると、知能もあまり高くないらしい。小柄な容姿に反して体重が重く、大食漢である。
アニメでは目から出るビーム光線に刀などの刃物系を修復する能力（その際、戦闘用から修復用に瞳が切り替わる）が備わっており、緋鞠とくえすの戦いで破損した日本刀「安綱」を瞬速で新品同様に修復させた。なお、修復時には火柱による爆発が起きる（その場にいた緋鞠達は爆発の巻き添えを食った）。
野井原の優人の実家に現れ凜子や加耶、静水久を襲撃した。しかし強力な妖の静水久には勝てず、生け捕りになった。その後、明夏羽に連れ戻される。
再登場時は2本足で、単眼はまるで前髪で片眼が隠れているだけのように見える容姿となっており、スカートを着用していたこともあって傍目には普通の可愛い女の子に見える。足止めした凜子に大量に食事を奢らせた後、礼として緋鞠と明夏羽の戦いを制止、和解して帰るときに自ら男性であると暴露した（スカートを履いていた理由は本人いわく「すぐに本来の姿に戻れて便利」とのこと）。なお、カードゲームの『project revolution』では女となっている（カード制作がカミングアウトより前だったため。性別が判明した後も作者の意向により女扱いとなっている）。
そのデザインについて作者が語る所によると、「人間に擬態した際の姿を本性として出す」という担当の意見を押し切り、現在の容姿で落ち着いたとの事。
大太法師（ダイダラボッチ）
声 - 吉柳太士郎
明夏羽に連れられて現れた、身の丈数十メートルに及ぶ巨大な妖。大まかには人の姿だが異形と言える容姿で地面に着くほど腕が長く、その先端には巨大で鋭い爪が4本ずつ生えている。
鬼斬り役の優人を殺すために明夏羽に連れて来られたが大太法師は鬼斬り役には関心がなく、緋鞠と勝負をしたいだけであった。本来は邪悪な妖ではなく、緋鞠の側も積極的な戦意を示さなかった。
重傷を負った優人を見て暴走状態になった緋鞠に右手を切り飛ばされるが、緋鞠が優人によって鎮静化させられるところを見届ける。その後、明夏羽とともに撤退した。
沙砂の話によれば、タマが明夏羽と沙砂に襲いかかってきた際、助けてくれたとの事。
作者曰く「彼のモチーフはクトゥルフ神話のイタクァだったが、今になって改めて見直してみると使徒のようだ」との事。
然樹（ゼンジュ）
おしら様。東北地域一帯の妖をまとめている神格ある妖。切り株のような体に穴が2つ開いているような目があり、枯れ枝のような手を持つ。東北を訪れた優人と緋鞠一行と共通の脅威となる九尾と酒呑に対する協力体制を結ぶ（アニメ版に登場したモブの妖の1体を作者が許可を得て原作に逆輸入）。
小冬（こふゆ）
雪女。然樹の配下の妖。見た目は18〜19歳ぐらいの黒髪長髪の美しい女性。スキーを教えている際、露骨に優人に抱きついて挑発するリズを見て楽しそうと自分も優人に抱きついたり、露天風呂に入浴している優人に九尾から守ってくれるお礼として雪女装束でお背中を流しますと迫ってくるなど、楽観的で強引な性格。露天風呂に全裸の女性の姿で現れたタマ（九尾）に対し緋鞠たちとともに強力な冷気攻撃を放った（名前は『COMIC阿云』2004年4月号に掲載された同作者の作品『鬼と彼女と開かれた世界』に登場している同名のキャラクターから採られている）。
閃蟷螂の薙蘇魔（セントウロウのテスマ）
緋鞠、凛子と共に森の中で優人が光渡し能力を使いこなせるために特訓を行っている際に現れた蟷螂の妖。金髪の長髪にサングラスにコート姿の男性の姿で現れ優人の説得にも耳を貸さず、光渡しの能力を確かめたいと襲い掛かってきた（九尾に協力する理由は「九尾の作る世界が見たいから」）。左手を鎌に変形させ右手には拳銃（H&K USP）を持つ。優人の光渡しトラップに怯んだ所を緋鞠によって左腕を切り落とされて敗走するが、夜光院柩が仕掛けておいたワイヤートラップによって胴体を切断されて死亡する。
名前の由来は英語で蟷螂を意味する「マンティス」から。
作者曰く「『人型妖というのは雌ばかりか？』と言われたので制作。攻撃的なイメージからモチーフは蟷螂と決まっていたものの、幾ら調べても蟷螂型妖怪が見付からなかったので仕方なくオリジナルの種族を作る羽目に」との事。
雅羅（ガラ）
二口女（ふたくちおんな）。「遠き空に猫のあしあと霞む」に登場した、緋鞠が初めて戦った人間型妖。外見は金髪長髪で足首、手首、首、頭の左右にリボンを付けていてキャミソールを着た美女。金色の髪を触手のように操り、緋鞠を縛り上げて持ち上げ後頭部にあるもう1つの口で食べようとしたが、ヒメに背中から体当たりされた際、緋鞠を落としてしまい、体勢を立て直した緋鞠の刀の突きを胸に受けて倒された。言動からすると、緋鞠のことを噂で知っていたらしい（1回で退場させるのは惜しいキャラになってしまった、と作者の言葉）。
ヒメ（ひめ）
「遠き空に猫のあしあと霞む」に登場した猫の妖。緋鞠が源爺との修行時代、夜の街に現れた子鬼を退治していた際に出会った。容姿は黒髪おかっぱにリボンを着けていてセーラー服を着ており、中学生ぐらいの女の子に見える。知り合ってから緋鞠とともに姉妹のように過ごしていたが、彼女と出会う7日前に台所で頭を強打して死去した飼い主のおばあちゃんのことを思い出して町へ出たさい、元の飼い主の家を見つけ（生まれながら妖猫である緋鞠とは違い、元は人に飼われていた猫が倒れた飼い主の血を舐めて妖猫となった転換組であるため暗黒面に飲まれた模様）その家から出てきた少女を殺し、人肉を食らっている所を探しに来た緋鞠に見つかり、緋鞠も一緒に食べようと誘うが緋鞠により右手を切り落とされ、その後首を切り落とされた。この件は緋鞠にとって深い悲しみを残した。
恵香（エコー）
原作59匹目より登場した天井下がり（てんじょうさがり）。タマの配下の妖で黒桜とコンビを組んで緋鞠と戦う。金髪で短いツインテールの髪型で軍服のような服にタイトスカートを履いている。基本的に地面に立つことは無い。武器は自衛隊から拝借したと思われる拳銃（SIG SAUER P220）ショットガン（トルベロ ネオステッド2000）等。
自らを元人間の妖怪で、ストーカーによって殺害された後天井裏の冷蔵庫の中に隠されたまま遺体がまだ発見されていないと語っている。そのことにより元人間だからこそ人間は信用できないという思想を持っている。
その後、緋鞠が邪妖となりかけ、優人が救おうとして昏睡状態に陥った際、優人に房中術を行い（性的な意味で）結ばれた。
黒桜（くろざくら）
原作59匹目より登場した女郎蜘蛛（じょろうぐも）。タマの配下の妖で恵香とコンビを組んで緋鞠と戦う。黒髪ショートヘアで右目に蜘蛛のマークが入った眼帯を装着しており、軍服のような服に長くて大きなスカートを履いている。武器は両手で操る「糸」で攻撃だけでなく防御にも使用できる。
その後、緋鞠が邪妖となりかけ、優人が救おうとして昏睡状態に陥った際、優人に房中術を行い（性的な意味で）結ばれた。
アカハラ
エイのような外見の妖で、タマ配下の妖の1体。迷イ家使用中で無防備となっている静水久を襲撃するも、くえすの捨て身の攻撃により斃れる。
タマ（白面金毛九尾の狐）
声 - 水原薫
日本三大妖怪の1つ、玉藻前（白面金毛九尾の狐）。縦ロール髪の幼い容姿の少女。東北編では成人女性くらいの姿まで覚醒し、リズにも劣らぬ巨乳を見せつけた。妖力と霊力を欲しているため霊能者や妖を襲い喰らい続けている（作者曰く「こいつは常に何か喰っている」）。まだ覚醒が不十分で本来の能力に比べれば遥かに微力だが、緋鞠やくえすでも感知できない程に完全に妖気を消す能力を持つ。緋鞠を襲うが、今は喰らう潮時ではないとして退散する。人間（現代人）は血が臭いとして捕食せず、一方で甘い菓子を好む。
優人達との決戦時には、緋鞠を捕食するべく天河家宅を強襲し破壊。街中で緋鞠と死闘を繰り広げ、味方を庇って倒れこんだ緋鞠に止めをさせる状態までは追い詰めたが、くえすを失い、改めて戦う決意を固めた優人が援軍として駆けつけた後は、2人の攻撃の前に追い詰められる。緋鞠の斬撃の前に、魂だけの存在となった酒呑童子が自分の事を庇い消滅した姿を見て激昂し優人の腕に噛みつくが、逆に緋鞠を激怒させてしまい自分の喉元に噛みつかれてしまう。その際これまで喰らい吸収してきた妖の妖力を奪い取られた結果、精神崩壊を起こし幼児退行した。
野放しにもできず結果的に優人が保護した状態となった。その後、飛白に邪妖かどうか御鏡による判断を受けたが、封印の必要があるほどの邪気も妖力もなくなっていた為、見逃されることとなった。
アニメ版では、酒呑童子が倒れた後、なぜか優人の家で優人達と共存しているかのような描写が見られた。
酒呑童子（しゅてんどうじ）（鬼）
声 - 菊池正美
日本三大妖怪の1つ。タマと共に暗躍している男性。普段はスーツ姿の青年の姿をしているが、本来の姿は赤い巨躯を持つ大鬼。くえすが持っていた童子切（安綱）に反応したことから、素性が露呈した。その後タマとは別方向で暗躍しており、夜光院柩を襲撃し彼女の自爆に巻き込まれる等している。
人間に害をなす妖ではあるが、友人を守ろうと敵わぬと分かって勝負を挑んだ少女の意気を感じたり、高名な武士の訪問を喜び酒食で歓待したり、その訪問が騙し討ちであったことを（討ち取られたことよりも）恨みに思ったり（それ以前は人間と対立はしても恨みに思うことはなかった）、くえすが真剣勝負の途中で自分に背を向けたことに怒ったりと、どこか気概を感じさせる面を持つ。
決戦の際、くえすの全力の魔法により肉体は粉々に砕かれ、魂のみの霊的な存在となり、優人＆緋鞠とタマの決戦の最中に緋鞠がタマに振り下ろした剣を庇って消滅した。
アニメ版では憎悪する人間達への復讐が目的でありタマに対しても特に情のような感情は抱いておらず殆ど利用するだけの関係になっているなど原作で見せた気概さは描かれない。最終話で緋鞠に敗れ消滅した。

### 小説版の登場人物
夜魔姫（やまひめ）
小説版第1巻に登場。優人たちの学校の裏山で優人が遭遇した妖。ロングヘアに泣きボクロ、緋鞠以上の巨乳という妖艶さを漂わせるが、容姿は優人の母親に瓜二つであり、京言葉に近い「はんなり」とした言葉遣いや雰囲気を持つ美女。また、使い魔として「げじべえ」という小鬼たちを使役する。
夏休みの自由研究のために裏山を訪れた優人の前に現れたが、以前より彼のことを知っているような言動を取る。凛子にも、小さな女の子の姿をした夜魔姫と共に優人と遊んでいた記憶がある。
正体は裏山の守り神である頂上に生えた大杉であり、神体にして裏山の産土神。自身を「相手の姿を映す水鏡」と称して求められた物を無条件で相手に与える存在であり、並みの妖では足元にも及ばないほどの力の持ち主（それゆえに「母親の愛」「性的衝動」「妖等霊的存在との共存」などを望んだ優人と、「戦闘への執着」が意識の中心にあった緋鞠とでは態度が豹変していた）。「げじべえ」も正体は木の精霊であり、名前も「夜の魔の姫」ではなく「山の姫」の言い換えである。
優人や緋鞠との和解の後、最後に暖かな時間を過ごせたことを感謝しつつ裏山の開発と共に姿を消したが、本体である大杉は切り倒されず、優人の学校の校庭の隅に植え直された。
銀子（ぎんこ）
小説版2巻に登場。夏休みを利用して野井原に滞在していた優人が、昔を思い出して田舎道を歩いているときに古いお堂の近くで出会った銀狼の妖。普段は銀色の毛並みを持つ狼の姿だが、シャギーが深めに入ったセミロングの銀髪、金色の目、みぞおちの辺りでカットしたタンクトップ姿で首輪を付けた美しい少女の姿へ擬態もする。戦闘時には瞳が赤くなり、瞳孔が縦に伸びて狼の耳と長くふさふさな尻尾が出現し、爪と牙が伸びる。
昔、自分に鍵付きの首輪を贈ってくれた主人・マコを御堂の前で待ち続けている。原作44匹目と〇☓匹目「水着ねこたちのプールサイド」に出演。マコの生まれ変わりと思われる優人に対しては、彼自身の人格も含めて思いを寄せている。小説版での事件後は天河家の本宅に居着いた様子。
華（はな）
小説版4巻に登場。優人が通う棟陵学園の屋上で、緋鞠が物思いにふけっている時に現れた妖。長身の少女で赤髪長髪、古めかしい感じの紺色のセーラー服姿で、スカートはくるぶしまで長く腰にベルトを巻いており、一振りの居合い刀を差しているという、スケバンに似た服装をしている。人間の霊から妖になったばかりであり、性格は姉御肌。それに加えて思考力が低く気が早いため、優人を因縁の恋人であった男・零（れい）と間違えて襲ったりした。
零には人間当時に裏切られて去られたため、彼の霊に復讐しようと探している。剣の腕前は緋鞠と同格。
華の存在により、生物がリフォーマットされることで生まれる「後天性」の妖の存在が実証された。

## 用語
鬼斬り役
古来より、人を妖から護る役割を担ってきた一族の総称で、いわゆる退魔師・妖怪ハンター・ベムハンターなどとほぼ同義である。「鬼斬り役十二家」と呼ばれ、それぞれの一族が特殊な能力を持っている模様。その能力で妖と戦い、双方とも多くの犠牲者が出ている。そのため現代の妖たちにも鬼斬り役を憎む者が存在し、それ以外の妖にも鬼斬り役の末裔を危険視する存在は多い。しかし、現在はわずかに5家しか存続していない（詳しくは下の表参照）。
現状は以下の通りである。
序列第1位：土御門家（存続）
安倍氏の家系を汲む陰陽道の一族。神宮寺家と違い表立った活動は見せないため詳細は不明。しかし、最強の【鬼斬り役】と言われ嫌悪する妖は多い。
序列第2位：上櫻家（不明）
古神道霊符術を使う一族。大戦後、人ならざる力を危惧し能力を封印。その後、いずこかへ消えた。現在どうなっているのか不明だが、蘭華の素性の封印を行っている事から存続している可能性も高い。また、その封印はくえすが僅かに穴をあけることしか出来ないほど強力である。
序列第3位：各務森家（存続）
古神道鏡守術式封魔法を駆使する一族。対象を根絶ではなく封印することが出来る唯一の家系。当主は左右どちらかに“獣の目”を宿す巫女だけがなる事が出来る。
序列第4位：弧月境家（断絶）
呪禁道から発し、呪殺術や医術に秀でた一族。大戦中、ドイツ古代遺産教会に派遣された2家のうちの1つだが、当主が現地で死亡した為に後に滅亡してしまった。
序列第5位：宝条家（断絶）
電磁波を操る一族。昭和の始め、謎の大爆発と共に屋敷と共に一族全員が死亡した。
序列第6位：天河家（存続）
対象の能力を増幅させたり、魔力を付与する【光渡し】という技を持つ。序列は高いが、妖（緋鞠の先祖）と交わった事で他家から蔑まれている。しかし戦後、人間と妖の共存を模索するケースとして注目されつつある。また、【鬼斬り役】の中では最も穏健であるとされる。力は古来より男子に受け継がれる。
序列第7位：空須家（断絶）
剣術のみで退魔を行っていた一族。江戸中期、復活した九尾に挑むも、返り討ちに遭って滅亡した。
序列第8位：地走家（断絶）
大地の力を宿す一族で、怪力を誇る。大戦にて滅亡したが、わずかに傍流が残るとされている。
序列第9位：火群家（断絶）
炎を自在に操る一族。大戦中、ドイツ古代遺産教会に派遣された2家のうちの1つだが、当主は現地で死亡した為に火群家は後に滅亡してしまった。
序列第10位：柊家（断絶）
風使いの一族、体術にも秀でていた。戦国時代に開いた冥府への門を閉じる為に他家と協力するも、当主が闇に飲まれ死亡。その後、強力な術者は輩出できず衰退していき、断絶に至った。
序列第11位：夜光院家（存続）
未来線を読むことが出来る一族。高速思考が可能だが、代償として脳細胞の死滅が必要なので【鬼斬り役】の務めを果たしたがらないが、上の命令で動くこともある。神宮寺家同様序列が低いこと、攻撃魔法や強力な武術が一切使えないため、他家からは腫れ物扱いされている。
序列第12位：神宮寺家（存続）
独自の魔法と西洋魔術を駆使する一族。妖魔討伐で名を挙げ、十二家に加えられた。十二家内での冷遇への反発から、妖を完全に根絶やしにして【鬼斬り役】の頂点に立とうという一族の向上心が強く、現代ではトップクラスの実力を誇る。そのため、現代の妖たちからは一番嫌悪されている。力は古来より女子に受け継がれる。男系の天河と1つになり光渡しの力を手に入れようとしている。

お守り
優人が祖母にもらったもの。ひも・袋ともに真紅。強力な「護法の念法」が込められていて、優人が16歳になるまで妖たちから護っていた。優人が16歳になった時にその効力をなくしたが、代わりの護り役として緋鞠がやって来た。天河家の護法は強力すぎたのか、優人は幼い頃の記憶（特に、緋鞠と過ごした頃の記憶）も封じられてしまっている。
地走家傍流の末裔である蘭華も、同様に上櫻家の封印により護られていた。
野井原（のいはら）
地名。天河家の本宅（優人の実家）がある。優人が暮らしていた頃（約10年前）は村だったが、3年前に周辺の町村と合併して現在は市になっている。優人の実家はローカル線の駅からタクシー、さらに歩いた先というかなりの田舎にある。
優人の実家には、優人の祖父母・天河源之介と天河佐和子（声 - 定岡小百合）が、緋鞠とともに住んでいた。現在は無人だが祖父母の死後に訪れた加耶が家屋の手入れをしているので、荒れてはいない。源爺と佐和婆の位牌をおさめた仏壇や、天河家の能力などが記録された書物も置かれている。
かつて緋鞠の先祖が鬼斬り役の天河家に負け殺されるはずだったが、当代の天河家当主に慈悲をかけられて従者となり以来末代まで天河家に従うという盟約を結んだ。それ以来、緋鞠が連なる一族はこの地（天河家）に住んでいた。その結果、緋鞠が「野井原」と呼ばれかつ自ら名乗るようになっている。
緋鞠にとっては先祖代々が住まい、そして自身が生まれ育った場所ということもあり、その力を最大限まで発揮できる場所となっている。数年前、優人の父母（声：父 - 一ノ渡宏昭、母 - 小菅真美）が祖父母を変人と見限り、この土地を離れた。
高宮市伊理谷町（たかみやしいりやちょう）
地名。優人たちの住んでいる、関東地方にあるとされる地方都市。野井原よりは栄えているようだが、アニメ版の描写では都会というほどではない模様。OPや本編の描写では山側に後述の桐陵学園高校が位置しており、閑静な住宅街が広がり町を貫くように川が流れている。
川下の中心部と見られる地区はビル街が広がり、第2話で緋鞠の水着を購入したデパートやリズリットが働く喫茶店「Cafe Relish」などはこの地区にある模様。
桐陵学園高校
優人たちが通う高校。学校名は小説版で明らかにされた。制服は男子は白のワイシャツ、女子は黄色のベストと紺色のスカート（ただし緋鞠は赤基調の制服を着用）。小説版では近隣住民の憩いの場になっている頂上まで徒歩15分程度の小さな裏山があるが、宅地開発で切り崩されることになっている。
Cafe Relish（カフェ・リリッシュ）
リズリットが働く喫茶店。洋風な内外装の店。冴の行きつけの店でもあり、同第3話で緋鞠がアルバイト先として冴から紹介されてからは緋鞠も勤務している。町内でも人気の店らしく、多くの若い女性客で賑わっている他、店員の制服がいわゆるメイド服になっていることから、泰三を始めとする若い男性客も多い模様。特に紅茶が人気がある。なお緋鞠は猫耳と尻尾が生えた猫娘の姿で接客しているが、昨今流行しているメイド喫茶のコスプレの一種と思われているためか、違和感を持たれずに済んでいる様子。
日本三大妖怪
酒呑童子（鬼）、玉藻前（白面金毛九尾の狐）、崇徳上皇（大天狗）の3人。
かつて人間の手により倒され、その体の幾つかを分断され日本各所に封印された。玉藻前の妖気で酒呑童子が復活。その後、完全復活と封印した人間達への復讐を目論んだ。
崇徳上皇（大天狗）に関しては保元の乱に敗れ讃岐に流され、失意のうちに没し怨霊となった怪。祟りを畏れられた一方で神としても祭られる。本作では未登場である。

## 派生作品
おまもりひまり 緋鞠のおぱんちゅ
『月刊ドラゴンエイジ』2009年11月号から2010年11月号まで連載された。作画は、にくばなれ。
原作とは無関係の4コマ漫画作品である。同誌で掲載中の他の4コマ漫画作品と同じく、当該ページのストーリーに関連したコメントがハシラに明記されている。

## 書誌情報

### 単行本
- 的良みらん 『おまもりひまり』 富士見書房〈角川コミックス・ドラゴンJr.〉、全12巻
  1. 2007年2月1日発行（1月30日発売[4]）、ISBN 978-4-04-712478-3
  2. 2007年9月8日発行（9月6日発売[5]）、ISBN 978-4-04-712508-7
  3. 2008年4月9日発行（4月7日発売[6]）、ISBN 978-4-04-712541-4
  4. 2008年11月8日発行（11月6日発売[7]）、ISBN 978-4-04-712575-9
  5. 2009年4月7日発行（同日発売[8]）、ISBN 978-4-04-712598-8
  6. 2010年1月8日発行（同日発売[9]）、ISBN 978-4-04-712619-0
    - 『DVD付き超限定版』、2009年12月19日発行（同日発売[10]）、ISBN 978-4-04-712618-3

  7. 2010年8月9日発行（8月5日発売[11]）、ISBN 978-4-04-712680-0
  8. 2011年4月9日発行（4月7日発売[12]）、ISBN 978-4-04-712712-8
  9. 2012年1月7日発行（同日発売[13]）、ISBN 978-4-04-712773-9
  10. 2012年8月9日発行（8月7日発売[14]）、ISBN 978-4-04-712822-4
  11. 2013年3月9日発行（3月7日発売[15]）、ISBN 978-4-04-712863-7
  12. 2013年12月8日発行（11月9日発売[16]）、ISBN 978-4-04-712935-1

### ノベライズ
作者はみかづき紅月、単行本表紙ならびに挿絵を的良みらん本人が担当する。富士見ファンタジア文庫（富士見書房）より2008年7月から2010年1月まで刊行された。『ドラゴンマガジン』において2008年7月号より2009年3月号まで連載した他、特別編が『月刊ドラゴンエイジ』2008年8月号に掲載され、いずれも第3巻に収録された。
- 的良みらん（原作・イラスト）・みかづき紅月（著）、富士見書房〈富士見ファンタジア文庫〉、全4巻
  - 『おまもりひまり（1） 浪漫ちっくメモリー』、2008年7月19日発売[17]、ISBN 978-4-8291-3315-6
  - 『おまもりひまり（2） 乙女ちっくロイヤリティ』、2008年11月20日発売[18]、ISBN 978-4-8291-3355-2
  - 『おまもりひまり（3） ドラマちっくフェスティバル』、2009年6月20日発売[19]、ISBN 978-4-8291-3415-3
  - 『おまもりひまり（4） レトロちっくジェラシー』、2010年1月20日発売[20]、ISBN 978-4-8291-3484-9

### その他
- 『オフィシャルガイドブック おまもりひまり 0』、2009年10月24日発行（10月23日発売[21]）、ISBN 978-4-04-712627-5
- 『おまもりひまり1/4 緋鞠の4コマ あんそろじぃ』、2010年4月9日発行（4月8日発売[22]）、ISBN 978-4-04-712662-6
- 『TVアニメーション おまもりひまり 公式ファンブック』、2010年5月20日発行（同日発売[23]）、ISBN 978-4-8291-7689-4
- 『おまもりひまり 外伝の書』、2011年9月9日発行（9月7日発売[24]）、ISBN 978-4-04-712749-4
- 『おまもりひまり 処女画集 〜MATRA MILAN Art Works〜』、2014年1月9日発行（同日発売[25]）、ISBN 978-4-04-712939-9

## テレビアニメ
2010年1月から3月まで、tvk、独立UHF局、BS日テレなどにて、全12話が放送された。
原作同様にパンチラやお色気シーンも健在で過激な描写も多い一方で、女性キャラクターの乳首などは描かれていない。テレビ愛知、tvk他一部の放送局では一部のシーンで表現規制が行われ、その際には、静水久の身体丸ごと、パンツの形の白抜き等不自然な規制となっている場合が多い。9話までは原作を踏襲したストーリーだが10話から最終話はオリジナルの展開である。
テレビアニメシリーズとしては極めて珍しく「映像を完成させた後、それに合わせてBGMを作曲する」という手法が取られており、これによって映像と音楽の親和性を高めている。そのため映像はテレビ放映の半年前にはすでに完成しており、公式サイトではこの手法を“あやかしサウンドシステム”と呼称している。アフレコ時期、声優陣ともに『そらのおとしもの』と重なっており（美名、野水伊織、大亀あすか、鈴木達央、根谷美智子）、アフレコ中に他作品での役名を言ってしまったり、クレジットされていない声優が「ガヤ」として出演していたりした。さらにアニメ第1話の野水伊織の演技が、
数時間前に声を当てた他作品の演技に似ていたことが指摘されている。また、
OPの終盤では回が進むごとに追加されたヒロインが優人のベッドの上にいるのを凛子に目撃され、その都度、優人が制裁を喰らうのがパターン化している他、各回のラストでは次回追加されるヒロインが登場する。

### スタッフ
- 原作 - 的良みらん
- 監督 - ウシロシンジ[1]
- シリーズ構成 - 長谷川勝己[1]
- キャラクターデザイン - 磯野智[1]
- デザインワークス - 岩永悦宜、山本篤史
- 美術監督 - 小坂部直子
- 色彩設計 - 岩井田洋
- 撮影監督 - 口羽毅
- 編集 - 平木大輔
- 音響監督 - えのもとたかひろ
- 音楽 - 橋本由香利
- 音楽プロデューサー - 植村俊一
- 音楽制作 - コロムビアミュージックエンタテインメント
- プロデューサー - 蜂屋誠一、鈴木智子、武智恒雄、原田由佳、小湊義文、川崎とも子
- 制作プロデューサー - 橋本和典
- アニメーション制作 - ZEXCS[1]
- 製作 - おまひま製作委員会（角川書店、角川映画、クロックワークス、NTTドコモ、ソニーPCL）

### 主題歌
オープニングテーマ「押しちゃうぞ!!」
作詞 - 三重野瞳 / 作曲・編曲 - 川田瑠夏 / 歌 - AyaRuka
エンディングテーマ
「BEAM my BEAM」（第2話 - 第11話）
作詞 - 只野菜摘 / 作曲・編曲 - Low-tech-Son
歌 - ひまりんこ・L・しずくえす（小清水亜美、野水伊織、真堂圭、大亀あすか、松岡由貴）（第2話 - 第6話、第12話）
歌 - 野井原緋鞠（小清水亜美）（第7話）
歌 - 九崎凛子（野水伊織）（第8話）
歌 - 静水久（真堂圭）（第9話）
歌 - リズリット・L・チェルシー（大亀あすか）（第10話）
歌 - 神宮寺くえす（松岡由貴）（第11話）
第12話は挿入歌として使用された。
「坂道の果て」（第12話）
作詞 - 只野菜摘 / 作曲・編曲 - Kohei by SIMONSAYZ
歌 - 天河優人（平川大輔）

挿入歌「ひだまり」（第10話）
作詞 - 只野菜摘 / 作詞・編曲 - 川田瑠夏 / 歌 - AyaRuka

### 各話リスト
| 話数   | サブタイトル                 | 脚本           | 絵コンテ     | 演出       | 作画監督                      | 総作画監督    |
| ------ | ---------------------------- | -------------- | ------------ | ---------- | ----------------------------- | ------------- |
| 第01話 | 猫と少女とアレルギー         | 長谷川勝己     | ウシロシンジ | 駒屋健一郎 | 臼田美夫                      | 磯野智        |
| 第02話 | 海ねこスクランブル           | 鈴木雅詞       | 伊能樹       | 駒屋健一郎 | 相坂ナオキ                    | 烏宏明        |
| 第03話 | メイドinネコ                 | あみやまさはる | 徳本善信     | 徳本善信   | 仁井学、吉井弘幸              | 磯野智        |
| 第04話 | 野井原の白いネコ             | 長谷川勝己     | ウシロシンジ | 渡部穏寛   | 北村友幸、田中正之            | 烏宏明        |
| 第05話 | 悩める猫と平常心             | 長谷川勝己     | 伊能樹       | 新田靖成   | 星野尾高広                    | 磯野智        |
| 第06話 | キス×ネコ×KISS               | 鈴木雅詞       | 川崎逸朗     | 川崎逸朗   | 岩本貴玲                      | 烏宏明        |
| 第07話 | 猫の想いと魔法少女のユウウツ | あみやまさはる | 川崎逸朗     | 駒屋健一郎 | 藤原未来夫、清水博明          | 磯野智        |
| 第08話 | Curiosity killed the cat     | 長谷川勝己     | ウシロシンジ | 鬼原守     | 織岐一寛、鬼原守              | 磯野智 烏宏明 |
| 第09話 | 猫鳴く忍び寄る闇             | 鈴木雅詞       | 徳本善信     | 徳本善信   | 仁井学、清水博明              | 磯野智        |
| 第10話 | 妖しき猫の思い               | あみやまさはる | ウシロシンジ | 新田靖成   | 相坂ナオキ                    | 烏宏明        |
| 第11話 | 猫（ひまり）、護り刀として…  | 長谷川勝己     | 及川啓       | 川崎逸朗   | 杉本智子、吉井弘幸 仁井学     | 磯野智        |
| 第12話 | 猫と優人と乙女の純情         | 長谷川勝己     | ウシロシンジ | 駒屋健一郎 | 島沢ノリコ、桜井正明 清水博明 | 磯野智        |

### 放送局
| 放送地域 | 放送局                  | 放送期間                | 放送日時           | 放送系列       | 備考                                                          |
| -------- | ----------------------- | ----------------------- | ------------------ | -------------- | ------------------------------------------------------------- |
| 埼玉県   | テレ玉                  | 2010年1月6日 - 3月24日  | 水曜 25:30 - 26:00 | 独立UHF局      |                                                               |
| 千葉県   | チバテレビ              | 2010年1月6日 - 3月24日  | 水曜 25:30 - 26:00 | 独立UHF局      |                                                               |
| 東京都   | TOKYO MX                | 2010年1月7日 - 3月25日  | 木曜 26:30 - 27:00 | 独立UHF局      |                                                               |
| 愛知県   | テレビ愛知              | 2010年1月8日 - 3月26日  | 金曜 25:58 - 26:28 | テレビ東京系列 |                                                               |
| 日本全域 | BS日テレ                | 2010年1月8日 - 3月26日  | 金曜 26:00 - 26:30 | BSデジタル放送 |                                                               |
| 神奈川県 | tvk                     | 2010年1月9日 - 3月27日  | 土曜 25:00 - 25:30 | 独立UHF局      |                                                               |
| 福岡県   | TVQ九州放送             | 2010年1月10日 - 3月28日 | 日曜 26:30 - 27:00 | テレビ東京系列 | 第7話・第8話は2話連続放送                                     |
| 兵庫県   | サンテレビ              | 2010年1月11日 - 3月29日 | 月曜 25:40 - 26:10 | 独立UHF局      |                                                               |
| 日本全域 | アニメNewtypeチャンネル | 2010年1月16日 - 4月3日  | 土曜 更新          | ネット配信     | 第1話は無料配信 第2話以降は1週間無料配信 期間終了後は有料配信 |
| 日本全域 | AT-X                    | 2011年1月6日 - 3月24日  | 木曜 9:30 - 10:00  | CS放送         | リピート放送あり                                              |

## Webラジオ
テレビアニメ開始に関連して、アニメイトTVでWebラジオ『おまひま☆HR』（おまひまえいちあーる）が、小清水亜美（緋鞠役）と野水伊織（九崎凛子役）をパーソナリティに据えて、2009年11月12日 - 2010年4月30日まで隔週木曜日に配信された。
主題歌
love and peace
作詞 - 只野菜摘 / 作曲・編曲 - 橋本由香利 / 歌 - 小清水亜美

配信
| 回     | 配信日         | タイトル                     | ゲスト                                    |
| ------ | -------------- | ---------------------------- | ----------------------------------------- |
| 第1回  | 2009年11月12日 | なんかエロ〜い!（挨拶        |                                           |
| 第2回  | 2009年11月26日 | なにそれこわい?              | 大亀あすか（リズリット・L・チェルシー役） |
| 第3回  | 2009年12月10日 | けろ〜んぱ〜だよっ☆          | 真堂圭（静水久役）                        |
| 第4回  | 2009年12月24日 | くえす様、ご降臨〜♪          | 松岡由貴（神宮寺くえす役）                |
| 第5回  | 2010年1月7日   | なますてー（謎）             | 平川大輔（天河優人役）                    |
| 第6回  | 2010年1月21日  | カユくないもん!              | 嶋村侑（委員長役）                        |
| 第7回  | 2010年2月4日   | 今日出来る子!                | 根谷美智子（如月冴役）                    |
| 第8回  | 2010年2月18日  | 鉄板って言いたいの!?         | 本多真梨子（加耶役）                      |
| 第9回  | 2010年3月4日   | アレ立っちゃいました……       | 鈴木達央（柾木泰三役）                    |
| 第10回 | 2010年3月18日  | エーじゃないかエーじゃないか | 大亀あすか                                |
| 第11回 | 2010年4月1日   | 黒野水降臨!?                 | 真堂圭                                    |
| 第12回 | 2010年4月15日  | ヨッ!                        | 嶋村侑                                    |
| 第13回 | 2010年4月30日  | ……毛？                       | 平川大輔                                  |

## モバイル
2010年 Androidアプリ『こする!! 娘TYPE写真集』公開。角川書店とデジックスによるリリース。
2010年 iPhone/iPadアプリ『プレミアムにゃんにゃんカメラ』公開。角川コンテンツゲートによるリリース。